# Estadio Parque Fulgencio Yegros
El Estadio Parque Fulgencio Yegros es un estadio de fútbol de Paraguay que se encuentra ubicado en la ciudad de Ñemby, en la zona conocida como Pa'í Ñu, al norte del centro de la ciudad. 
El club contaba con otro estadio en el siglo XX, pero que tuvo que ser vendida para permitir la construcción de la ruta Acceso Sur, que actualmente pasa por el medio de lo que era el campo deportivo. Ante ello a principios del año 2000 el club adquiere un predio en la zona de Pa'í Ñu para la construcción de un nuevo estadio, quedando la sede social y otras instalaciones en lo que quedó del anterior predio deportivo.
Entre los años 2007 y 2009 se construyen las graderías oeste y sur, con lo que la capacidad del estadio es de una mil personas cómodamente sentadas. Como el estadio está inmerso en una zona de abundante vegetación también es llamado como el Bosque de Pa'í Ñu.
En el año 2012 el club inaugura el sistema de reagadío automático.